# Парусный спорт на летних Олимпийских играх 1952
Соревнования по парусному спорту на летних Олимпийских играх 1952 года проходили с 20 по 28 июля.

## Общий медальный зачёт
| Место | Страна         | Золото | Серебро | Бронза | Всего |
| ----- | -------------- | ------ | ------- | ------ | ----- |
| 1     | США            | 2      | 1       | 0      | 3     |
| 2     | Норвегия       | 1      | 2       | 0      | 3     |
| 3     | Дания          | 1      | 0       | 0      | 1     |
| 3     | Италия         | 1      | 0       | 0      | 1     |
| 5     | Швеция         | 0      | 1       | 2      | 3     |
| 6     | Великобритания | 0      | 1       | 0      | 1     |
| 7     | Финляндия      | 0      | 0       | 1      | 1     |
| 7     | Португалия     | 0      | 0       | 1      | 1     |
| 7     | Германия       | 0      | 0       | 1      | 1     |
| Итого |                | 5      | 5       | 5      | 15    |

## Классы яхт

Олимпийские классы яхт 1952 года

## Медалисты
| Класс                             | Золото                                                                                            | Серебро | Бронза                                                                                    |
| --------------------------------- | ------------------------------------------------------------------------------------------------- | --- | ----------------------------------------------------------------------------------------- |
| Финн одноместный швертбот         | Пауль Эльвстрём Дания                                                                             | Чарльз Керри Великобритания                                                                                                | Риккард Сарбю Швеция                                                                      |
| Звёздный двухместная килевая яхта | Италия · Агостино Страулино · Николо Роде                                                         | США · Джон Прайс · Джон Рейд                                                                                               | Португалия · Жоаким Фиуза · Франсишко де Андраде                                          |
| Дракон Килевая яхта               | Норвегия · Тор Тровальдсен · Сигве Ли · Хокон Барфод                                              | Швеция · Эрланд Альмквист · Пер Едда · Сидни Больдт Кристмас                                                               | Германия · Теодор Томзен · Эрих Натуш · Георг Новка                                       |
| 5.5 mR Килевая яхта               | США · Бриттон Чэнс · Самнер Уайт · Эдгар Уайт · Майкл Скоэттл                                     | Норвегия · Бёрре Фалкум-Хансен · Педер Еуген Лунде · Вибеке Лунде                                                          | Швеция · Карл-Эрик Ольсон · Фольке Вассен · Магнус Вассен                                 |
| 6 mR Килевая яхта                 | США · Герман Вайтон · Эрик Риддер · Джулиан Рузвельт · Джон Морган · Эверард Эндт · Эмелин Вайтон | Норвегия · Тор Биргер Арнеберг · Финн Кристиан Фернер · Йохан Мартин Фернер · Эрик Оскар Хейберг · Карл Лауритц Мортенсен. | Финляндия · Эрнст Вестерлунд · Пауль Сьёберг · Рагнар Янссон · Йонас Конто · Рольф Туркка |